# Dimetoát
A dimetoát a foszfororganikus vegyületek közé tartozó, kontakt és szisztémás hatású, széles spektrumú rovar- és atkairtó. A kolinészteráz enzim gátlásával hat.
Sokféle növényi kultúrában használták: dísznövények, lucerna, alma, gabonafélék, gyapot, grapefruit, szőlő, citrom, sárga- és görögdinnye, narancs, körte, cirok, szója, mandarin, dohány, paradicsom, zöldségek. A mezőgazdasági épületek falát permetezték be vele házilegyek ellen. Lovakat, marhákat bögöly ellen permetezték vele.
Magyarországon a 89/2004. (V. 15.) FVM rendelet 2017.09.30-ig engedélyezi a használatát.

## Veszélyek
Közepesen mérgező lenyelve, belélegezve vagy bőrön át.
LC50(en)-értéke patkány esetén: 1,2 mg/l.
A mérgezés első tünete az orrfolyás, orrvérzés, könnyezés, nyáladzás, izzadás. Ezt követi a köhögés, mellkasi nyomás, nehéz vagy szapora légzés, mely a hörgőkben felszaporodott folyadék következménye. A bőr érintése helyi izzadást és akarattalan izomösszehúzódást okozhat. A szem érintése fájdalommal, vérzéssel, könnyezéssel, pupillaösszehúzódással jár. Egyéb tünetek: sápadtság, hányinger, hányás, hasi görcsök, fejfájás, szédülés, szemfájdalom, homályos látás, a pupilla összehúzódása vagy kitágulása, zavartság. A súlyos mérgezés központi idegrendszeri tüneteket okoz: koordinációzavar, érthetetlen beszéd, reflexhiány, gyengeség, fáradtság, izomgörcsök, a nyelv és a szemhéjak reszketése, szélsőséges esetben bénulás. Súlyos esetben előfordulhat inkontinencia, idegösszeomlás, szabálytalan szívverés, eszméletvesztés, görcsök és kóma. A halált a légzőrendszer bénulása vagy szívroham okozhatja.
Az emlősök szervezete gyorsan lebontja. Ember esetén 24 órán belül a teljes bevitt mennyiség legalább 90%-a távozik a vizelettel. Nem halmozódik fel a zsírszövetekben. Legfőbb metabolitja az ometoát.

## Készítmények
- Magyarországon egyetlen forgalomban levő készítmény sem tartalmazhatja, az engedélyeket 2019-ben visszavonták.